# أغاتي يوينجلييمانا
أغاتي يوينجلييمانا (Nyaruhengeri ، 23 مايو من 1953 - كيغالي ، 7 أبريل من 1994) ، كانت سياسية رواندية. شغلت منصب رئيس الوزراء من 18 يوليو 1993 حتى مقتلها في 7 أبريل 1994 ، خلال أحداث الإبادة الجماعية في رواندا. حتى في الوقت الحالي ، هي المرأة الوحيدة التي تولت هذا المنصب.

## الحياة السياسية
قال مقاتل من الحركة الديمقراطية الجمهورية (MDR) ، التي تم توليها منصب رئيس وزراء رواندا في 18 يوليو 1993 ، لتكون أول (وحتى الآن ، المرأة الوحيدة التي تتولى منصبها) موضع. في دورها كرئيسة للحكومة ، شاركت مع حكومة الرئيس جوفينال هابياريمانا ، في مفاوضات مع الجبهة الوطنية الرواندية (FPR) ، وهي عصابات يقودها أشخاص التوتسي. أدت المحادثات إلى توقيع اتفاقيات أروشا في أغسطس 1993 ، منهية مؤقتًا الحرب الأهلية الرواندية.
في 6 أبريل 1994 ، اغتيل الرئيس [جوفينال هابياريمانا] بعد أن أسقط مجهولون الطائرة التي كانت تقله بصواريخ. أطلق الاغتيال العنان لموجة من العنف في العاصمة الرواندية كيغالي. وبعد ذلك بساعات ، قامت القوات الموالية لهابياريمانا بتحديد مدينة أوفيلينجيمانا والقوات الدولية بعثة الأمم المتحدة لمساعدة رواندا (يونامير). اغتصب رئيس الوزراء وقتل ، بينما تعرض عشرة جنود بلجيكيين للتعذيب والإعدام (تم الإفراج عن خمسة جنود من بعثة الأمم المتحدة لتقديم المساعدة إلى رواندا من قبل). وأطلقت أحداث 7 أبريل بعد ذلك العنان الإبادة الجماعية في رواندا ، التي قتلت ما بين 800 ألف ومليوني رواندي.